# Climax Blues Band
Climax Blues Band (původní název Climax Chicago Blues Band) je skupina založena ve Staffordu v Anglii v roce 1968. Původní sestavu tvořili kytaristé Peter Haycock a Derek Holt, klávesista Artur Wood, baskytarista Richard Jones, bubeník George Newsome, zpěvák a hráč na harmoniku Colin Cooper.

## Členové

### Zpěváci
- Colin Cooper (7. října 1939 – 3. srpna 2008)
- Pete Haycock (4. března 1951)
- Derek Holt – (26. ledna 1949)
- Johnny Pugh (18. září 1952)

### Klávesisté a baskytaristé
- Arthur Wood (3. srpna 1929 – ?)
- Richard Jones
- John "Rhino" Edwards (9. května 1953)
- Anton Farmer
- Peter Filleul
- George Glover – (28. října 1947)
- Lester Hunt – (21. února 1956)
- Neil Simpson (6. ledna 1959)

### Bubeníci
- George Newsome (19. srpna 1947)
- John Cuffley
- Jeff Rich (8. června 1953)
- Roy Adams (17. května 1952)

### Ostatní
- Nicky Hopkins – klávesy
- Dave Markee – baskytara
- Henry Spinetti – bicí

## Diskografie

### Alba
- The Climax Chicago Blues Band (1969)
- Plays On (1969)
- A Lot of Bottle (1970)
- Tightly Knit (1971)
- Rich Man (1972)
- FM Live (1974)
- Sense of Direction (1974)
- Stamp Album (1975)
- Gold Plated (1976)
- Shine On (1978)
- Real to Reel (1979)
- Flying the Flag (1980)
- Lucky for Some (1981)
- Sample and Hold (1983)
- Drastic Steps (1988)
- Blues from the Attic (1993)
- Big Blues (2004)